# Баневурово (село)
Баневу́рово — село в Уссурийском городском округе Приморского края России. Входит в состав Кондратеновской территории.

## Этимология
Названо в честь Виталия Баневура (1902—1922), героя Гражданской войны на Дальнем Востоке.

## География
Село находится на левом берегу реки Комаровка, река в этом месте извилистая, образует лиманы, старицы и заболоченные озёра.
С центром городского округа Уссурийском село связано автобусными маршрутами № 113 (Уссурийск - с. Каменушка) и 117 (Уссурийск - с. Горно-таежное).
Дорога к селу Баневурово идёт от индустриального сектора Уссурийска («посёлок сахзавода») и от автотрассы «Уссури». Расстояние до городского автовокзала около 15 км.
От села Баневурово на юго-восток (вверх по Комаровке) идёт дорога к селу Долины.

## Население
| 2002 | 2010 |
| ---- | ---- |
| 242  | ↗284 |